# Wet milieugevaarlijke stoffen
De Wet milieugevaarlijke stoffen (Wms) was een wet in Nederland waarin vastgelegd was wat er verstaan werd onder 'gevaarlijke stoffen'. Deze wet is sinds 1 juni 2008 ingetrokken als gevolg van de inwerkingtreding van de Europese Verordening REACH in 2007. De verplichtingen uit de Wms zijn overgeheveld naar de Wet Milieubeheer (Wm). Ook de Algemene Maatregelen van Bestuur (AMvB's) die aan de Wms gekoppeld waren, zijn ondergebracht bij de Wet milieubeheer. De etikettering van gevaarlijke stoffen - zoals voorheen geregeld in de Wms - is tot en met 1 juni 2015 geldig, maar in de overgangsperiode van 1 december 2010 tot 1 juni 2015 dienen stoffen ook voorzien te zijn van een GHS-etiket, conform de Europese verordening GHS. Ook zullen de bestaande R- en S-zinnen worden gewijzigd in de zogenaamde P-, H- en EUH-zinnen (zie lijst van H- en P-zinnen).
Een stof is gevaarlijk als deze milieugevaarlijk is of één of meer van de volgende eigenschappen heeft: ontplofbaar, oxiderend, (zeer) licht ontvlambaar, (zeer) giftig, bijtend, irriterend of schadelijk. 
In het algemeen verstaan we onder een gevaarlijke stof een stof die kan leiden tot gezondheidsschade bij iedereen die op de werkplek met deze stof in aanraking komt. Alle stoffen en producten die in het kader van de Wet milieugevaarlijke stoffen zijn geëtiketteerd, worden minimaal beschouwd als gevaarlijk. Een gevaarlijke stof kan een bestanddeel zijn van een product, bijvoorbeeld van een lijm, verf of schoonmaakmiddel. Veelal is het product dan ook geëtiketteerd als gevaarlijk. Gevaarlijke stoffen hoeven geen 'chemische' stoffen te zijn. Ook micro-organismen (zoals schimmels en bacteriën) en bijvoorbeeld meelstof kunnen gevaarlijk zijn voor de gezondheid. Blootstelling aan schimmels of meelstof kan leiden tot bijvoorbeeld beroepsastma of een allergie. Tijdens het werk kunnen ook gevaarlijke stoffen ontstaan. Voorbeelden hiervan zijn: lasrook en allerlei soorten stof (bijvoorbeeld houtstof en sloopstof). Gevaarlijke stoffen kunnen zowel gassen, vloeistoffen als vaste stoffen zijn. 

## Risico's van gevaarlijke stoffen
Als je weet met welke stoffen je werkt, kun je beoordelen of deze stoffen kunnen leiden tot een risico op gezondheidsschade. Of een stof kan/zal leiden tot een risico op gezondheidsschade bij een of meer werknemers is afhankelijk van twee factoren, namelijk de giftigheid van de stof (ook wel het gevaar genoemd) die aangeeft wat het mogelijke effect van de stof op de gezondheid is, en de blootstelling van de perso(o)n(en) in kwestie aan de stof. Met de blootstelling wordt bedoeld: kan de persoon in aanraking komen met de stof en zo ja, is dat veel of weinig?

## Herkenning van gevaarlijke stoffen
Gevaarlijke stoffen zijn te herkennen aan het etiket op de verpakking. Het etiket bevat een gevaarsymbool en de bijbehorende H- en P- zinnen.
Voor de betekenis van de gevaarsymbolen, zie: GHS-etikettering.
H-zinnen geven het gevaar van een stof aan. P-zinnen geven veiligheidsaanbevelingen weer. Voor een overzicht van H- en P-zinnen zie H-zinnen.
Voor veel stoffen is in Europees verband vastgelegd wat de etikettering moet zijn (Richtlijn 67/548/EEG). Daarom zijn deze Europese regels “ingevoegd” in de Nederlandse WMS-regelgeving.

## Veiligheidsinformatieblad/Wet Milieugevaarlijke stoffen (WMS)
Van elk product dat onder de definitie '(milieu)gevaarlijk' valt, dient door de leverancier aan de beroepsmatige gebruikers bij eerste levering (en bij een verandering) een veiligheidsinformatieblad (VIB) ter beschikking te worden gesteld. Groepen van gevaarlijke producten staan vermeld in de Wet milieugevaarlijke stoffen (WMS) art. 34.2.
In het VIB is informatie te vinden over de samenstelling van het product, de risico's, eerste hulpmaatregelen, brandbestrijdingsmaatregelen, maatregelen bij accidenteel vrijkomen van het product, hantering in opslag, persoonlijke bescherming, fysische en chemische eigenschappen, stabiliteit en reactiviteit, toxicologische informatie, ecologische informatie, instructies voor verwijdering en informatie met betrekking tot het vervoer en de wettelijk verplichte etikettering inclusief R- en S-zinnen. De informatie uit het VIB heeft u nodig om veilig te kunnen werken. 

## Gevaarlijke stoffen - geen WMS-stoffen
Voor de hieronder staande groep stoffen geldt specifieke wetgeving. Het Veiligheidsinformatiebladenbesluit (VIB-besluit) is hierop niet van toepassing: 
- Bestrijdingsmiddelen (Bestrijdingsmiddelenwet)
- Cosmetica (Warenwetbesluit cosmetische producten)
- (Dier)geneesmiddelen (Wet op de geneesmiddelenvoorziening en Diergeneesmiddelenwet)
- Stoffen en preparaten in douanevervoer
- Voedingsmiddelen
- Afvalstoffen
- Munitie en springstoffen
- Radioactieve stoffen.

## Geen R-zin, maar toch gevaarlijk?
Stoffen in de eerder genoemde categorieën kunnen wel degelijk gevaarlijk zijn; echter, zij vallen niet onder de Wet milieugevaarlijke stoffen en zijn daarom niet voorzien van een gevaarsymbool, R- en S-zinnen. Een bekend voorbeeld hiervan is benzine dat volgens de WMS milieugevaarlijk, brandbaar en giftig is, maar deze etiketten niet hoeft te dragen.
Een ander bekend voorbeeld zijn sigaretten. Hoewel bewezen kankerverwekkend, worden ze toch niet uitgerust met de bekende oranje/zwarte doodskoppen.